# Séptima Avenida (línea Brighton)
La Séptima Avenida es una estación en la línea Brighton del Metro de Nueva York de la división B del Brooklyn–Manhattan Transit Corporation. La estación se encuentra localizada en Park Slope, Brooklyn entre la Séptima Avenida y la Avenida Flatbush. La estación es servida en varios horarios por los trenes del Servicio  y .

## Enlaces externos

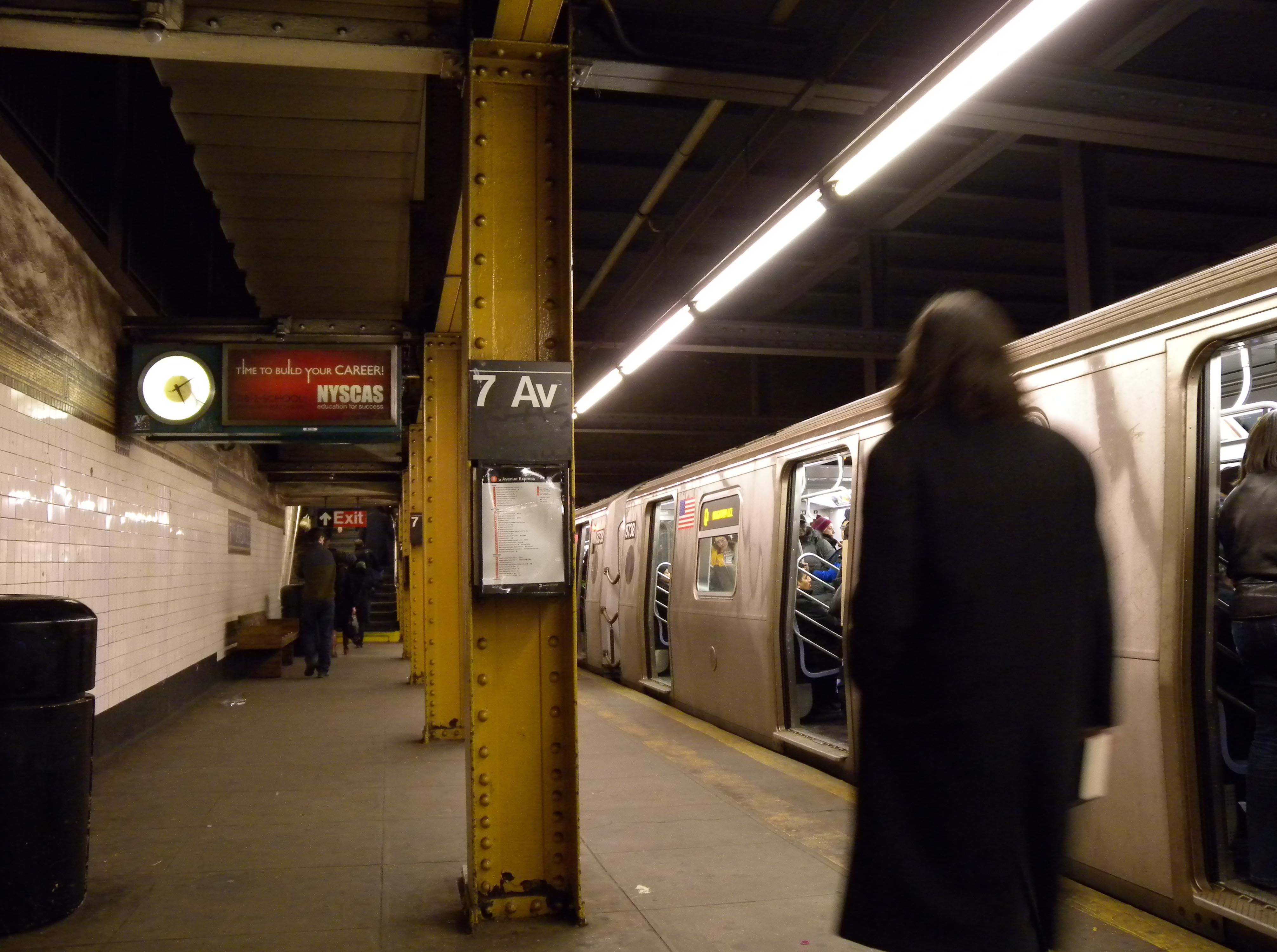
Plataforma sur.